# Casey (Illinois)
Casey je grad u američkoj saveznoj državi Ilinois. Prema popisu stanovništva iz 2010. u njemu je živjelo 2.769 stanovnika.